# Дибдин, Томас Джон
Томас Джон Дибдин (21 марта 1771 — 16 сентября 1841) был английским драматургом и автором песен.

## Биография
Дибдин был сыном Чарльза Дибдина, автора песен и театрального менеджера, и актрисы «Миссис Давенет», настоящее имя которой было Гарриетт Питт. Он был учеником своего дяди по материнской линии, лондонского обивщика, а затем учился у Уильяма Роулинса, который впоследствии стал шерифом Лондона. На последнего он безуспешно пытался подать в суд за жестокое обращение; после нескольких лет службы он сбежал, чтобы присоединиться к группе бродячих актёров. С 1789 по 1795 год он играл всевозможные роли; в 1791 году он также работал художником-оформителем в Ливерпуле, и за этот период написал более 1000 песен.
Его первой работой в качестве драматурга была пьеса «Что-то новое», за которой последовала «Безумный страж» в 1795 году. Он вернулся в Лондон в 1795 году, женившись за два года до этого; зимой 1798-99 гг. пьеса «Еврей и Доктор» была поставлена в Королевском театре Ковент-Гарден. С тех пор он создал большое количество комедий, опер, фарсов и т. д., включая комическую оперу «Семейные ссоры» (1802 г.). Некоторые из них принесли огромную популярность писателю и невероятную прибыль театрам. Утверждается, что пантомима «Мать Гусыня» (1807) принесла более 20 000 фунтов стерлингов руководству театра Ковент-Гарден, а «Ретивый гонщик», адаптированный как пантомима по пьесе его отца, £ 18 000 в театре Астлея.
Дибдин был суфлером и автором пантомим в Королевском театре Друри-лейн до 1816 года, когда он принял руководство театром Суррея. Это предприятие обернулось финансовой катастрофой, и он обанкротился. После этого он был менеджером театра Хеймаркет, но без прежнего успеха, и его последние годы прошли в относительной бедности. В 1827 году он опубликовал два тома «Воспоминаний», и к моменту своей смерти готовил издание морских песен своего отца, за которые лорды адмиралтейства еженедельно выделяли ему небольшую сумму. Из его собственных песен в то время были популярны «Дубовый стол» и «Уютный островок».
Чарльз Диккенс цитировал патриотическую песню Дибдина «Уютный островок» в «Крошке Доррит»:
Отец Нептун однажды Свободе сказал:
«Если бы я когда-либо жил на суше,
Я бы хотел жить на маленькой Британии!»
Свобода ответила: «Нет уж, это мой остров!»
О, это уютный островок!
Правильный, укромный островок
Обыщи весь шар земной, всё равно не найдёшь
Другого такого счастливого островка.
Песня была опубликована посмертно в 1841 году в приложениях к «Песням покойного Чарльза Дибдина» (с песнями Т. Дибдина), сборнику, собранному Томасом Дибдином с эскизами Джорджа Крукшанка. Копия книги была найдена в библиотеке Диккенса после его смерти.